# Recristallisation (métallurgie)
Pour les articles homonymes, voir Recristallisation.

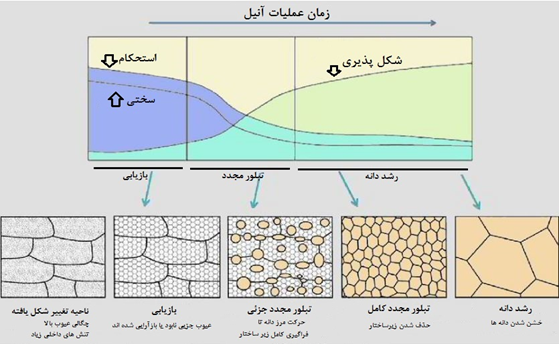
Schéma des étapes de la recristallisation et son effet sur la taille des grains

En science des matériaux, le terme recristallisation désigne une réorganisation de la structure cristalline qui a lieu à l'état solide. Elle est précédée par la restauration.
La déformation plastique d'un matériau s'accompagne de la création de dislocations (mécanisme de Frank et Read). Ces dislocations représentent un « stock d'énergie élastique ». Lorsque la température est suffisante, les dislocations deviennent spontanément mobiles et provoquent une réorganisation de la structure cristalline, en deux étapes : restauration puis recristallisation.
D'un point de vue local, la recristallisation est un mouvement des atomes lors du passage d'une dislocation. Le placement obtenu par ces petits mouvements — de l'ordre de quelques distances interatomiques — donnent un réseau cristallin similaire, mais orienté différemment de l'origine. La position des joints de grains change également.
On a donc une germination de « nouveaux cristallites », en général aux points triples (point touchant trois cristallites différents), puis croissance du nouveau cristallite aux dépens de la structure en place.
Ce phénomène s'accompagnant de l'élimination de dislocations, on a donc une annulation de l'écrouissage, donc un « attendrissement » du matériau. On annule également les textures (épitaxie, texture de fibre obtenue par tréfilage ou laminage) pour obtenir un matériau globalement isotrope.
La température à laquelle se produisent ces phénomènes dépend du taux de déformation : plus un matériau est déformé, plus il « stocke » d'énergie élastique, donc plus la restauration et la recristallisation commenceront « tôt » (à une température plus basse).
Dans certaines conditions de température et de vitesse de déformation, on peut avoir de la recristallisation dynamique.

## Suivi de la recristallisation
Expérimentalement, on peut suivre la recristallisation de plusieurs manières :
- par mesure de microdureté ; on peut faire un tracé de la microdureté en fonction de la température et de la durée du traitement ;
- observation de la forme des cristallites ;
- mesure de texture par diffractométrie X.